# Walter Evenepoel

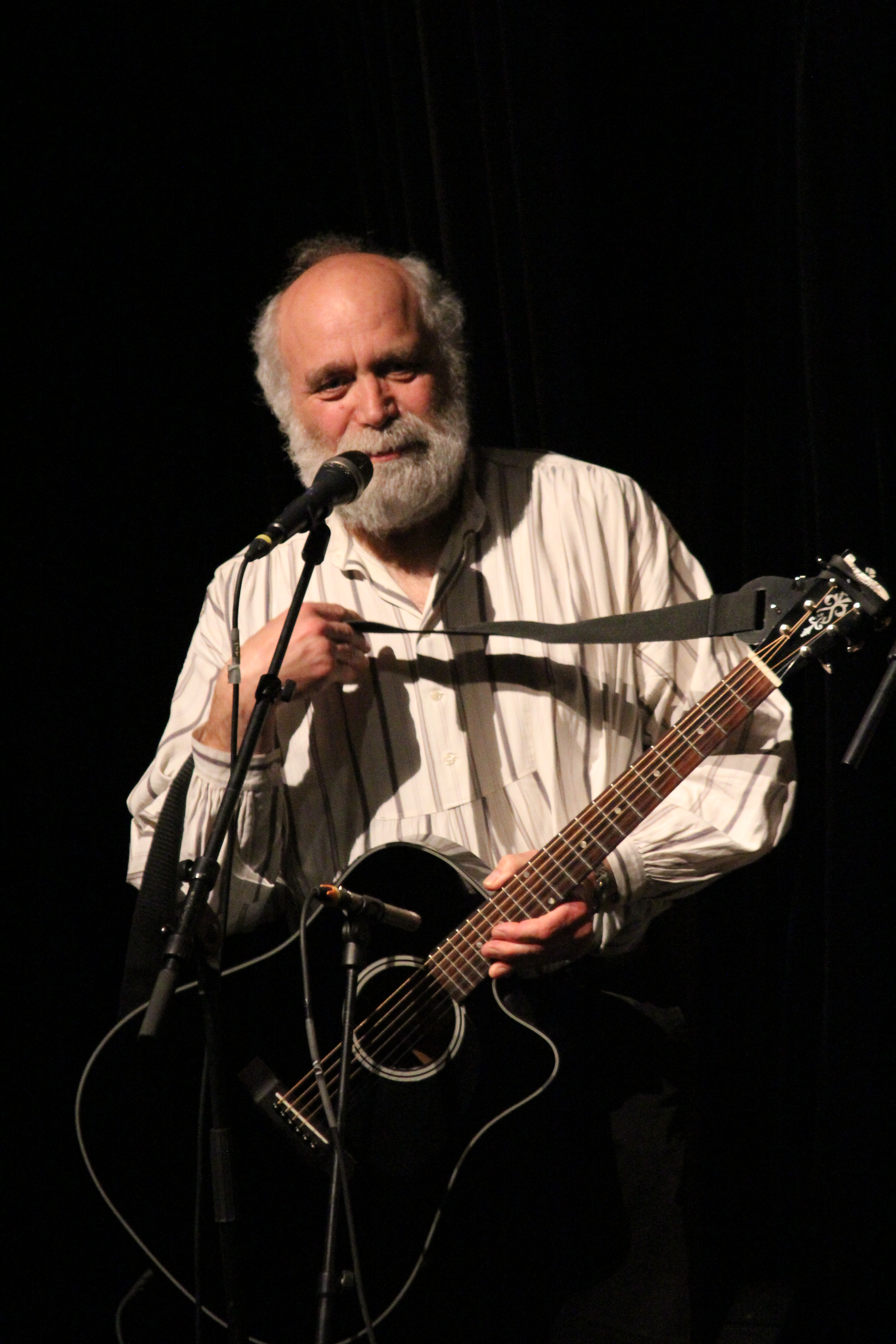
Walter met gitaar in 2016

Walter Evenepoel (Pamel, 12 maart 1953) is een Vlaams zanger, auteur, illustrator, liedjesmaker, poppenspeler, acteur en producer. Hij is bij het grote publiek vooral bekend als zanger van de folkgroep Arjaun. Tevens geldt hij als een van de belangrijkste cultuurdragers van het Pajottenland. Zo is hij een van de basisfiguren bij Muziekmozaïek Folk & Jazz en een drijvende kracht achter het folkfestival 'Feestival Gooik'. Op 2 maart 2023 werd hij geëerd als zevende ereburger van Roosdaal.

## Levensloop
Evenepoel begon zijn carrière in 1970 in het bedrijf van zijn vader. Vanaf 1977 ging hij aan de slag als leraar secundair onderwijs aan het Don Bosco Instituut in Halle. Hier bleef hij tot 2013 (deeltijds) werkzaam. Hij werkte in die hoedanigheid mee aan de hervorming van het onderwijs en schreef gedurende dertig jaar verschillende schoolboeken voor het vak 'Technologische Opvoeding'. In 2013 nam hij afscheid van het klaslokaal en vanaf toen wijdde hij zich volledig aan zijn carrière als zanger, muzikant, auteur en acteur. Vanaf de jaren zeventig bouwde Evenepoel als muzikant een zekere bekendheid op bij het grote publiek.
Evenepoel heeft met zijn echtgenote, met wie hij in 1979 huwde, twee kinderen.

### Evenepoel als cultuurdrager
Evenepoel lag in 1969 mee aan de basis van het Jong-Davidsfonds, waarvoor hij kleinkunst- en gespreksavonden organiseerde. In 1987 richtte hij tevens Leefmilieu Roosdaal op. Ook in 1993 was hij bepalend voor de installatie van de Roosdaalse cultuurraad, waarvan hij de eerste voorzitter werd. In 2011 stichtte hij Erfgoed Rausa, de vereniging die zich sindsdien inzet voor het bewaren borgen van het erfgoed van Pamel, Borchtlombeek, Onze-Lieve-Vrouw Lombeek en Strijtem.
Ook in de muziekwereld is Evenepoel, onder meer als zanger van de groep Arjaun, van betekenis. Naast zijn carrière als muzikant, richtte hij in 2001 mede het Vlaams steunpunt voor folk en jazz op: Muziekmozaïek. Hij werkte samen met onder anderen Miel Cools, Wilfrid Moonen en Eddy Peremans. Eind jaren negentig had hij ook een maandelijks cursiefje op Radio2 en was hij jurylid voor de Nekka-wedstrijd. Sinds 2011 is hij eindredacteur van het tijdschrift Folk en het tijdschrift RAUSA.
In 2023 viel Evenepoel de titel van ereburger te beurt. Alleen Franky Van der Elst, Simon Van Belle,  Bert Decorte, Hubert van Herreweghen, Erik Heyman en de zusters Franciscanessen uit Strijtem ging hem voor.
Evenepoel geldt als een van de culturele sterkhouders uit het Pajottenland. Zo zei Maurits Van Liedekerke over hem: "De meeste mensen kennen Walter Evenepoel als promotor van het Pajottenland, de streek waarmee hij zo vergroeid is dat hij er zelf een symbool van is geworden!"

#### Arjaun

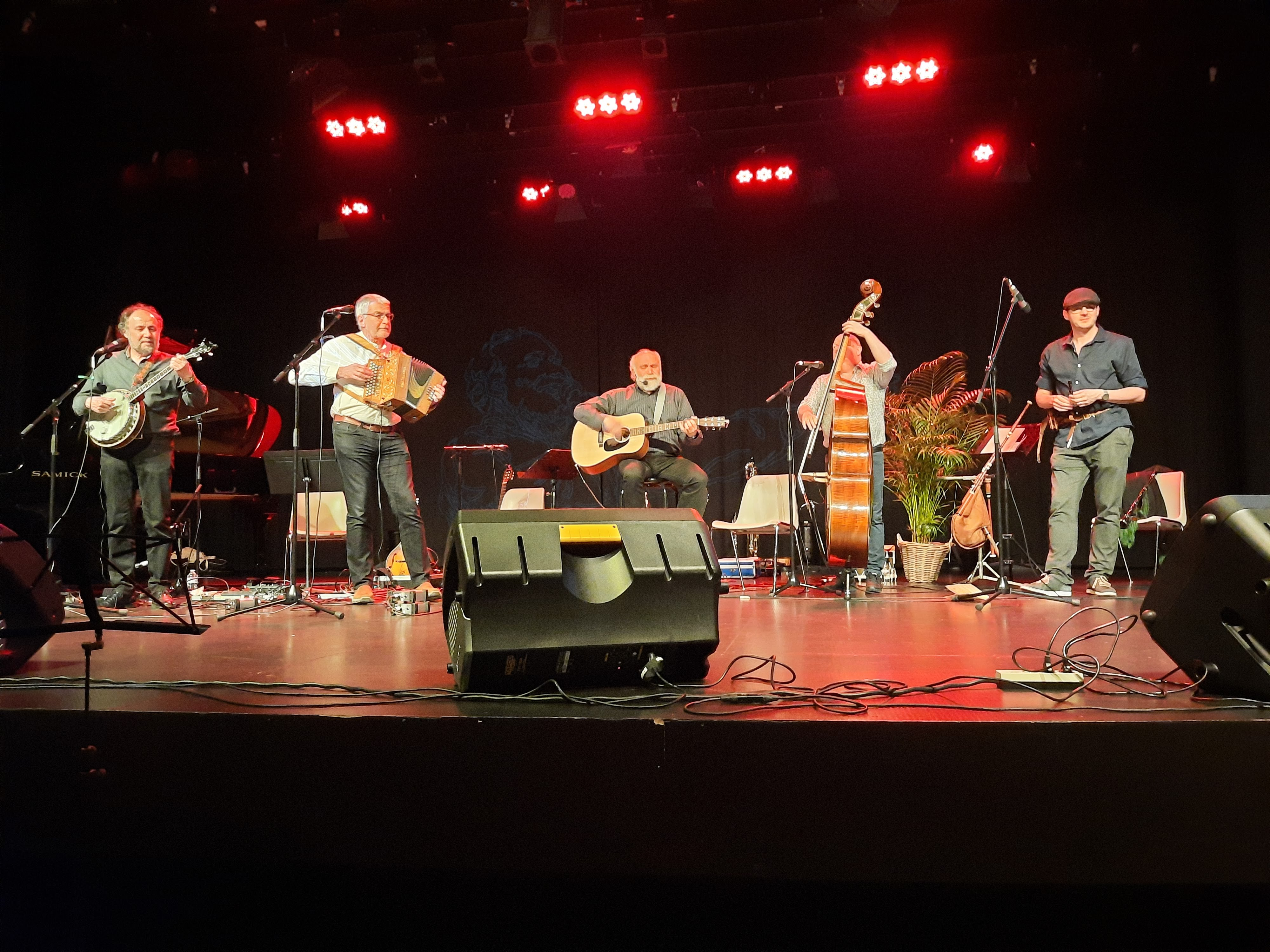
Arjaun op de planken aar aanleiding van de 70ste verjaardag van Walter Evenepoel (2023).

Evenepoel is vooral bekend als frontman van de folkgroep Arjaun. Arjaun is afgeleid van de bijnaam voor de inwoners van Pamel: 'Arjaunen'. De groep werd vlak na de zomer van 1981 opgericht door Dirk (1958) en Walter Evenepoel (1953). Zij spelen sinds 1986 samen met Stefan Timmermans (1973) en Etienne Wauters (1954). Het eerste optreden onder de naam Arjaun was op 5 september 1981 door Dirk en Walter Evenepoel. Aanvankelijk brachten ze volksmuziek uit heel Europa, maar gaandeweg werd het aandeel aan zelfgeschreven liedjes steeds groter. In 2005 sloot Dirk Van Lierde, die voorheen al een gereputeerd improvisator op de jazztrompet was, zich bij de groep aan. Hij zorgde met zijn contrabas voor een nieuwe wind. Timmermans werd later vervangen door Bart Praet.
In 1991 kreeg de groep zelfs haar eigen bier.

#### Dialect
Evenpoel zet zich al jaren lang in voor het borgen van de streektalen van het Pajottenland, meer bepaald deze van Roosdaal en bij uitstek het Pamels oftewel het 'Paumels'. Ook zijn dochter Mieke is een van de culturele ambassadeurs die zich inzet voor het bewaren van het rijke dialectenerfgoed.
In dit kader werkte Evenepoel onder meer samen linguïst en professor-emeritus Johan Taeldeman aan het project 'Zoegezeid, zoegezoengen'. Hierbij bracht hij een reeks van vijf cd's uit met dialectliederen uit alle hoeken van Vlaanderen. In 2021 gaf hij samen met RAUSA de publicatie '(Roos)talig Erfgoed' uit.

## Werk

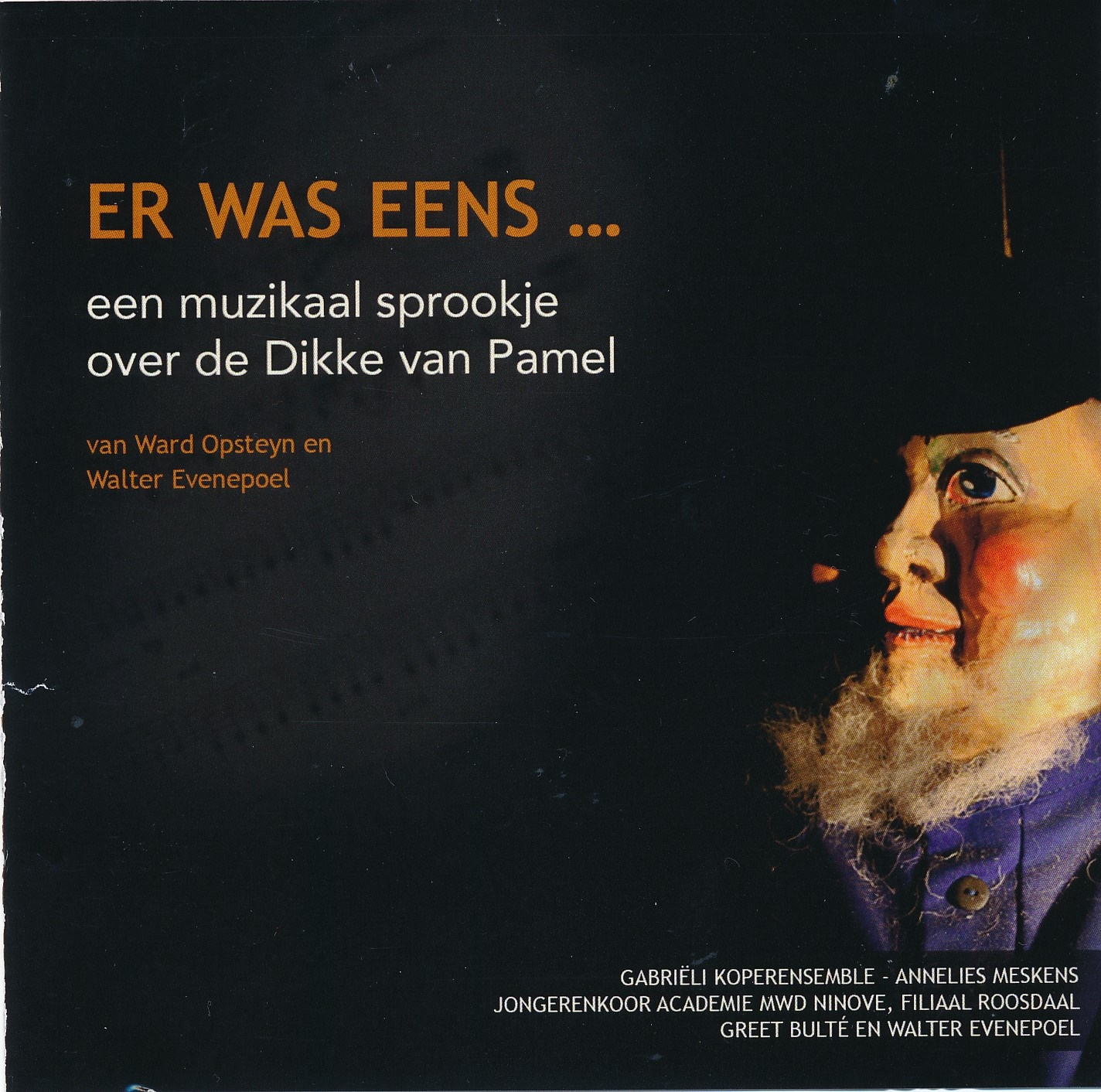
Er was eens: een cd met het verhaal van de Dikke van Pamel, vertolkt door het Gabriëli Koperensemble en leerlingen van de Roosdaalse Muziekacademie

Evenepoel is bij het grote publiek vooral bekend als zanger, acteur en auteur. Naast literair werk schrijft hij ook voor de gespecialiseerde muziekpers (folk) en realiseerde hij verschillende heemkundige werken. Naar aanleiding van het Bruegeljaar in 2019 was hij een van de initiatiefnemers voor het project 'De Ezels van Bruegel'.

### Overzicht
| Titel                            | Jaar |
| -------------------------------- | ---- |
| Karteeuw Kliekske                | 1994 |
| Het Pajottenland in stukjes      | 2001 |
| Sus, Marie en andere Pamelaars   | 2018 |
| Fons, 80 jaar herinneringen      | 2018 |
| Het geheugen van Pamel           | 2010 |
| De Dikke van Pamel, beeldverhaal | 2019 |
| 75 jaar Denderzonen Pamel        | 2017 |
| Halve eeuw academie in Roosdaal  | 2020 |
| (Roos)talig Erfgoed              | 2021 |
| Meester Staels                   | 2022 |

| Titel                                          | Jaar |
| ---------------------------------------------- | ---- |
| Sorry voor je tenen, cabaret                   | 1972 |
| Nen dag ooët ’t leiven van d’n Dikke va Poumel | 1985 |
| Het walkman-mysterie, jeugdmusical             | 1986 |
| Het onweer en de zilveren Moor                 | 1990 |
| Muziek voor ‘De bende van Jan De Lichte’       | 1995 |
| De kleine man en de Groote Oorlog              | 2014 |
| De kozak, monoloog                             | 2015 |
| Susse, de hovenier van Huizingen, monoloog     | 2015 |
| De sleutelmoord, eenakter                      | 2015 |
| Er was eens, muzikaal sprookje                 | 2016 |
| De krak                                        | 2019 |
| De ezels van Bruegel                           | 2019 |
| Het Schandpaalschandaal                        | 2021 |

| Jaar      | Groep     | Titel                      |
| --------- | --------- | -------------------------- |
|           | Pepijn    | Voor ooit/de mensen zeggen |
| 1991      | Arjaun    | Tooës                      |
| 1995      | Arjaun    | Boven wet en orde          |
| 2000      | Sporen    |                            |
| 2007      | Arjaun    | Vivan de gees              |
| 2018      | De Geuzen | Rebelse Liederen           |
| 2018      | Arjaun    | Op een banksken            |
| 2000-2005 | -         | Zoegezeid zoegezoengen     |

Zoegezeid zoegezoengen is een reeks van 5 cd’s met dialectliederen uit de Vlaamse provincies (i.s.m. prof. J. Taeldeman, 2000 tot 2005)

### Prijzen
- Sabamprijs Beste visserslied (1993)[20]
- Sabamprijs Beste liedtekst (1993)
- Horal Award (2018)[21][22]